# Ron Zimmerman
Pour les articles homonymes, voir Zimmerman.
Ron Zimmerman, né en 1958 et mort le 28 juillet 2022, est un scénariste, acteur et producteur américain, principalement connu pour son travail sur les séries Sept à la maison et Following Tildy. Il a aussi travaillé pour Marvel Comics avec la série Spider-Man: Get Kraven, mais aussi les séries Ultimate Adventure, Punisher, Captain Marvel et Spider-Man.
Il meurt d'un cancer le 28 juillet 2022

## Filmographie

### Scénariste

#### PourLes Simpson
| Année | Titre              | Titre original      | Saison | Épisode | Réalisateur       |
| ----- | ------------------ | ------------------- | ------ | ------- | ----------------- |
| 2017  | Le Chapeau magique | The Cad and the Hat | 28     | 15      | Steven Dean Moore |

#### Autre
- 1987 : Hard Knocks (3 épisodes)
- 1988 : CBS Summer Playhouse
- 1988 : Life on the Flipside
- 1989 : Charles s'en charge (2 épisodes)
- 1991 : Good Sports (4 épisodes)
- 1992 : Vinnie and Bobby (2 épisodes)
- 1995 : Pins and Needles
- 1996-1997 : Sept à la maison (4 épisodes)
- 1998-1999 : V.I.P. (3 épisodes)
- 1999 : Rude Awakening (1 épisode)
- 1999-2000 : Action (2 épisodes)
- 2000 : The Michael Richards Show (1 épisode)
- 2002 : Following Tildy
- 2003 : These Guys
- 2004 : Justice League Unlimited (1 épisode)
- 2005 : Ma famille d'abord (1 épisode)
- 2010 : Pour le meilleur et pour le pire (1 épisode)
- 2010-2011 : Shake It Up (2 épisodes)

### Acteur
- 1999 : Safe Harbor : Sid Nesh (3 épisodes)
- 2001 : The One : Rotten Ronnie
- 2001-2002 : Sept à la maison : Doc (5 épisodes)
- 2005 : Frostbite : Danny Temples
- 2010 : Pour le meilleur et pour le pire : M. Johnson (1 épisode)
- 2013 : Sparks : Landlord

### Producteur
- 1988 : CBS Summer Playhouse (1 épisode)
- 1988 : Life on the Flipside
- 1991 : Good Sports
- 1992 : Vinnie and Bobby (1 épisode)
- 1996-1997 : Sept à la maison (21 épisodes)
- 1998-1999 : V.I.P. (6 épisodes)
- 1999-2000 : Action (12 épisodes)
- 2000 : The Michael Richards Show (7 épisodes)
- 2002 : Following Tildy
- 2003 : These Guys
- 2005 : Frostbite
- 2010-2011 : Shake It Up (20 épisodes)